# سیارک ۱۶۲۱۷
سیارک ۱۶۲۱۷ (به انگلیسی: 16217 Peterbroughton، نامگذاری:2000DR13) شانزده هزار و دویست و هفدهمین سیارک کشف شده‌است که در ۲۸ فوریه ۲۰۰۰ کشف شد.
قدر مطلق سیارک برابر ۱۱.۲ است.